# Said Mellouki
Said Mellouki (en arabe : سعيد ملوكي,  parfois orthographié Saïd Mellouki,), né en 1951 à Berkane est un professeur, écrivain et poète marocain de langue française.

## Biographie
Le 24 juin 2016, Said Mellouki participe à une rencontre littéraire et cérémonie d'hommage organisée en son honneur par l'Association des écrivains d'expression française de l'Oriental et l'Alliance franco-marocaine Ibn Khaldoun.

## Œuvre

### Ouvrages

#### En français
- La transe  (préf. P. Joseph Lépine), Kénitra, Imp. Boukili, 1997, 121 p. (ISBN 9981-1871-0-0)
- Cris du silence  (préf. Ali Massou, ill. Abdelhafid Mediouni), Berkane, Trifagraph, 2003, 73 p. (ISBN 978-9981-1871-0-8)
- Derniers mirages  (ill. Abdelhafid Mediouni), Berkane, Trifagraph, 2007, 156 p. (ISBN 978-9981-1871-1-5)[note 1]
- Cris du silence  (préf. Ali Massou, ill. Fatima Zahra Essakkak), Seattle, CreateSpace/Kindle Direct Publishing, 2017, 2e éd. (1re éd. 2003), 62 p. (ISBN 978-1-5446-1964-4, ASIN B06XKX883W)
- Toile d'araignée

#### En arabe
- (ar) عيون أرجوس [« Les yeux d'Argus »]  (ill. Mohammed Saoud), Oujda, El Joussour,‎ 2014 (ISBN 978-9954-33-082-1)
- (ar) صراخ الصمت [« Cris du silence »]  (trad. Driss Kattir), Fès, Approches,‎ 2017, 3e éd. (1re éd. 2003), 103 p. (ISBN 978-9954-678-42-8)
- (ar) سرير بروكوست : مجموعة قصصية [« Le lit de Procuste »]  (ill. Fatima Zahra Essakkak), Berkane, Imp. Étoile de l'Oriental,‎ 2017 (ISBN 978-9954-99-232-6)

### Articles
En 2012, son article d'opinion « Le printemps algérien reporté » (en arabe : الربيع الجزائري المؤجل) paraît dans le journal électronique Hespress.
En 2015, il publie dans le journal arabophone londonien Rai al-Youm son article « Pourquoi le train des révolutions a-t-il déraillé ? » (en arabe : الماذا انحرف قطار الثورات عن السكة؟).
En 2016, Al Ittihad Al Ichtiraki publie sa critique de l'ouvrage Le dernier conte (en arabe : الحكاية الأخيرة) d'Abdelhafid Mediouni.
En réponse à la déclaration du 30 mars 2016 d'Abdelilah Benkirane, alors chef du gouvernement, que le Maroc « n'a pas besoin d'écrivains, de philosophes et de poètes », Said Mellouki fait paraître sa tribune « Nous avons besoin de la poésie et de la philosophie, Monsieur le Président » (en arabe : نحن في حاجة إلى الشعر والفلسفة سيدي الرئيس) dans le journal Hespress.